# Бэр-Валли (округ Алпайн, Калифорния)
Бэр-Валли (англ. Bear Valley) — статистически обособленная местность в округе Алпайн, штат Калифорния.

## История

Бэр-Валли на карте округа

Почтовое отделение Бэр-Валли было открыто в 1967 году.

## География
Общая площадь местности составляет 13,4 км². Из них 13,3 км² занимает земля, а 0,1 км² — вода.

## Демография
По данным переписи 2000 года, население Бэр-Валли составляет 133 человека, 67 домохозяйств и 32 семьи, проживающих в местности. Плотность населения равняется 10,0 чел/км². В местности располагается 431 единица жилья со средней плотностью 32,3 ед/км². Расовый состав местности включает 90,23 % белых, 2,26 % коренных американцев, 0,75 % представителей других рас и 6,77 % представителей двух и более рас. 3,76 % из всех рас — латиноамериканцы.
Из 67 домохозяйств 22,4 % имеют детей в возрасте до 18 лет, 29,9 % являются супружескими парами, проживающими вместе, 7,5 % являются женщинами, проживающими без мужей, а 52,2 % не имеют семьи. 41,8 % всех домохозяйств состоят из отдельных лиц, в 0 % домохозяйств проживают одинокие люди в возрасте 65 лет и старше. Средний размер домохозяйства составил 1,99, а средний размер семьи — 2,75..
В местности проживает 16,5 % населения в возрасте до 18 лет, 8,3 % от 18 до 24 лет, 33,1 % от 25 до 44 лет, 37,6 % от 45 до 64 лет, и 4,5 % в возрасте 65 лет и старше. Средний возраст населения — 42 года. На каждые 100 женщин приходится 118,0 мужчин. На каждые 100 женщин в возрасте 18 лет и старше приходится 131,3 мужчин.
Средний доход на домашнее хозяйство составил $49 583, а средний доход на семью $44 375. Мужчины имеют средний доход в $36 875 против $27 500 у женщин. Доход на душу населения равен $32 252. Около 14,3 % семей и 8,1 % всего населения имеют доход ниже прожиточного уровня, в том числе 9,1 % из них моложе 18 лет и 0 % от 65 лет и старше.